# لوون ملکونیان
لوون مخیتاری ملکونیان (ارمنی: Լևոն Մխիթարի Մելքոնյան؛ زادهٔ ۲۵ آوریل ۱۹۰۴ - درگذشته ۱۹۹۳) سیاستمدار اهل ارمنستان بود که از تاریخ ۱۹۶۱ تا تاریخ ۱۹۷۴ سمت وزیر کار و امور اجتماعی ارمنستان شوروی را برعهده داشت.

## زندگی‌نامه
در ۱۹۰۴ به دنیا آمد .  وی در ۲۵ آوریل ۱۹۹۳ در سن ۸۹ سالگی در ایروان درگذشت.